# Claude Perron
Claude Perron   (Nantes, 23 de gener de 1966) és una actriu francesa.

## Trajectòria
Claude Perron es va formar al Conservatoire national supérieur d'art dramatique de París. Va debutar al teatre l'any 1989 a La mer est trop loin de J. G Nordmann. A l'IN d'Avinyó, l'any 1995, va actuar en la creació de La servante, obra escrita i dirigida per Olivier Py. El 1997, va debutar al cinema a Bernie d'Albert Dupontel.
Més endavant, va treballar tant al teatre (Tartuf, o l'impostor de Molière al Theatre Royal Haymarket amb Paul Anderson) com a la televisió (Emily a París).
L'any 2000 va interpretar a una estranya propietària d'un sex-shop a Amélie de Jean-Pierre Jeunet. Ha rodat per a diversos directors com Jean-Luc Godard, Chantal Lauby, Jean-Paul Rappeneau, Yvan Attal i Bruno Podalydès.